# 正親町守子
正親町 守子（おおぎまち もりこ、生年不詳 - 元亨2年11月9日（1322年12月17日））は鎌倉時代後期の女官。権大納言・正親町実明の長女。伏見院・後伏見院の後宮に入る。寛胤法親王・道凞法親王・承胤法親王・長助法親王・亮性法親王・璜子内親王（章徳門院）の生母。

## 生涯
はじめ、瑛子内親王（陽徳門院）に仕えて三条局と号した。後に伏見天皇の後宮に入って寛胤法親王・道凞法親王を生む。さらに、祖父・洞院公守の養女となると、後伏見天皇の後宮に入って承胤法親王・長助法親王・亮性法親王・璜子内親王（章徳門院）を出産し、東御方（ひがしのおんかた）と称された。元亨2年（1322年）11月9日に父に先立って死去。享年不明。